# C/2014 E2 (Jacques)
C/2014 E2 (Jacques) ist ein Komet, der im Jahr 2014 beobachtet werden konnte.

## Entdeckung und Beobachtung
Der Komet wurde am 13. März 2014 von Cristóvão Jacques Lage de Faria, Eduardo Pimentel und João Ribeiro de Barros auf CCD-Bildern, aufgenommen mit Hilfe des 0,45-m-Spiegelteleskops des Southern Observatory for Near Earth Asteroids Research (SONEAR) in der Nähe von Oliveira (Minas Gerais) in Brasilien entdeckt. Der Komet befand sich zu diesem Zeitpunkt im Sternbild Zentaur und besaß eine Helligkeit von 14,7 mag.

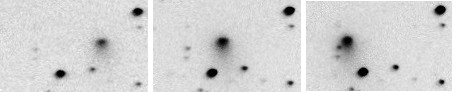
Aufnahmen des Kometen am Tag seiner Entdeckung

Erste Abschätzungen wiesen zunächst nur darauf hin, dass der Komet zur Zeit seiner größten Annäherung an Sonne und Erde im Juli/August nicht heller als 10 mag werden würde. Er erreichte diese Helligkeit allerdings bereits Anfang April und man hoffte deshalb, dass er eine Helligkeit von bis zu 3 oder 4 mag erreichen könnte. Als der Komet nach seinem Vorbeigang an der Sonne erstmals wieder am 11. Juli 2014 gesehen wurde, lag seine Helligkeit aber nur bei 6,5 mag und er war nur in einem Fernglas sichtbar. Er wurde nicht mehr wesentlich heller und konnte daher nicht mit bloßem Auge gesehen werden. Ab Mitte/Ende August nahm seine Helligkeit dann wieder langsam ab. Teleskopisch konnte er noch bis zum Juni 2015 beobachtet werden.
Jacques erhielt dafür im Jahr 2014 gemeinsam mit 10 Entdeckern anderer Kometen den Edgar Wilson Award.

## Wissenschaftliche Auswertung
Mit dem 305-m-Radioteleskop in Arecibo wurden im Zeitraum vom 10. Mai bis 31. Juli 2014 Messungen des Spektrums des Hydroxyl-Radikals (OH) bei einer Wellenlänge von 18 cm durchgeführt, um daraus die Gasproduktionsrate und dessen Ausbreitungsgeschwindigkeit abzuleiten.
Mit dem 0,6-m-Teleskop TRAPPIST (TRAnsiting Planets and PlanetesImals Small Telescope) des La-Silla-Observatoriums in Chile und speziellen Filtern wurde die Ausgasungsrate, die Produktionsrate von Staub und die räumliche Verteilung von Molekülen wie OH, NH, CN, C2, C3 und Ionen wie CO+ gemessen.
Von einem ballon-getragenen 0,8-m-Teleskop auf der Balloon Observation Platform for Planetary Science (BOPPS) in New Mexico wurde der Komet aus der Stratosphäre beobachtet. Die Messungen wurden im Infraroten bei einer Wellenlänge durchgeführt, wie sie von Wasser-Molekülen emittiert wird. Dabei wurde allerdings eine superheiße Staubhülle um den Kometen festgestellt, die nur ein breitbandiges Spektrum, aber keine Emissionslinien zeigte.
Mit der Solar Wind Anisotropies (SWAN)-Kamera an Bord des Solar and Heliospheric Observatory (SOHO) wurden Aufnahmen gemacht, aus denen die Produktionsrate von Wasser in Abhängigkeit vom Sonnenabstand des Kometen abgeleitet wurde. Ebenso wurde die Produktionsrate von Wasser mit dem UV-Spektrometer SPICAV an Bord des Satelliten Venus Express gemessen, während dieser die Venus umrundete.
UV-Spektren, die mit dem Subaru-Teleskop auf dem Mauna Kea aufgenommen wurden, wurden dahingehend ausgewertet, das Verhältnis zwischen den Isotopen 14N/15N in dem von dem Kometen ausgasenden Ammoniak zu bestimmen.
Mit einer neuartigen Methode, bei der aus der gemessenen Helligkeitsverteilung in der Koma durch ein mathematisches Modell auf die absolute Helligkeit des Kerns geschlossen wird, wurde aus zwei photometrischen Beobachtungen des Kometen vom 3. August und 4. September 2014 ein effektiver Durchmesser des Kerns von 2,4 ± 0,2 km abgeleitet.
Da für den Kometen hinreichende Daten vorlagen über die auf ihn einwirkenden nicht-gravitativen Kräfte durch Ausgasung insbesondere von Wasser und ebenso über die Menge an sublimierendem Wasser (für den Kometen standardisiert in 1 AE Abstand von der Sonne in der Größenordnung von 1,3∙1029 Molekülen pro Sekunde, entsprechend etwa 3900 kg/s), konnte in einer Untersuchung von 2022 der Durchmesser des Kometenkerns mit zwei verschiedenen Methoden abgeschätzt werden. Es wurde dafür ein Wert von 2,8 ± 0,8 km gefunden.
Zwischen 2011 und 2020 wurden am Olmen Observatory in Belgien 119 Kometen photometrisch beobachtet, unter den langperiodischen auch vom April bis Dezember 2014 der Komet Jacques. Die Aktivität des Kometen im Maß seiner Staubproduktion wurde dabei als „typisch“ wie für gut die Hälfte der langperiodischen Kometen gefunden.

## Umlaufbahn
Für den Kometen konnte aus 4812 Beobachtungsdaten über einen Zeitraum von 1 ¼ Jahren eine elliptische Umlaufbahn bestimmt werden, die um rund 156° gegen die Ekliptik geneigt ist. Die Bahn des Kometen verläuft damit leicht schräg gestellt gegen die Bahnebenen der Planeten, und er läuft relativ zu diesen im gegenläufigen Sinn (retrograd) durch seine Bahn. Im sonnennächsten Punkt (Perihel), den der Komet am 2. Juli 2014 durchlaufen hat, war er etwa 99,3 Mio. km von der Sonne entfernt und befand sich knapp innerhalb des Bereichs der Umlaufbahn der Venus. Bereits am 21. März hatte er sich bis auf etwa 111,0 Mio. km dem Mars genähert und am 5. April hatte eine erste Annäherung bis auf etwa 143,6 Mio. km (0,96 AE) an die Erde stattgefunden.
Nach dem Periheldurchgang zog der Komet am 13. Juli in einem ungewöhnlich geringen Abstand von nur etwa 12,7 Mio. km an der Venus vorbei. Er war bereits am 7. Juli der Umlaufbahn der Venus bis auf etwa 7,4 Mio. km nahegekommen, die Venus erreichte diese Stelle ihrer Bahn aber erst 15 Tage danach.
Am 20. Juli erfolgte noch ein Vorbeigang am Merkur in einer Distanz von etwa 68,1 Mio. km und am 28. August erreichte der Komet mit etwa 84,4 Mio. km (0,56 AE) Abstand die größte Annäherung an die Erde.
Der Komet bewegt sich auf einer extrem langgestreckten elliptischen Bahn um die Sonne. Nach den mit einer gewissen Unsicherheit behafteten Bahnelementen und unter Berücksichtigung von nichtgravitativen Kräften hatte seine Bahn lange vor seiner Passage des inneren Sonnensystems im Jahr 2014 noch eine Exzentrizität von etwa 0,99918 und eine Große Halbachse von etwa 808 AE, so dass seine Umlaufzeit bei etwa 23.000 Jahren lag. Durch die Anziehungskraft der Planeten, insbesondere durch relativ nahe Vorbeigänge am Saturn am 26. Juli 2012 in etwa 2 ¾ AE Abstand, am Jupiter am 27. Juli 2014 in etwa 4 ½ AE Distanz und ein weiteres Mal am Saturn am 21. September 2017 in etwa 3 ¾ AE Abstand wird seine Bahnexzentrizität aber auf etwa 0,99868 und seine Große Halbachse auf etwa 504 AE verringert, so dass sich seine Umlaufzeit auf etwa 11.300 Jahre verkürzt.